# Alexis Lavigne
Alexis Lavigne (París, 22 de marzo de 1812 - Neuilly-sur-Seine, 21 de febrero de 1886), fue un sastre e inventor francés.
Alexis Lavigne fue uno de los primeros teóricos en el oficio de sastre. Como inventor del busto maniquí y la cinta métrica flexible, sus trabajos condujeron a la transición de la confección artesanal a la producción industrial, permitiendo así la democratización de la moda que antes estaba reservada a una élite.
Con el fin de transmitir su conocimiento, fundó una escuela que, 175 años después, está presente en 15 países de todo el mundo bajo el nombre de «École supérieure des arts et techniques de la mode», comúnmente conocida como ESMOD.

## Biografía
Alexis Lavigne nació el 22 de marzo de 1812 en el primer distrito de París.
Recorrió Francia trabajando con maestros sastres para perfeccionar su oficio. En 1837, desarrolló un «corsage mécanique» ajustable, destinado a mantener un molde de la anatomía del cliente después de la primera prueba. Este fue el comienzo de su trabajo en las medidas corporales, lo que posteriormente lo llevó a la idea de crear un busto maniquí.
En 1841, fundó un curso de costura en su hogar en Place de Valois (actualmente ESMOD), donde recibía a estudiantes para enseñarles su arte y su método de corte. Esto marcó el nacimiento de la primera escuela de moda, que con el tiempo se convertiría en la escuela Guerre-Lavigne, con el apoyo de su hija Alice Guerre. Ese mismo año, publicó un método que combinaba la confección de prendas masculinas y femeninas titulado «Méthode du Tailleur».
En 1847, inventó el busto maniquí tal como lo conocemos hoy en día. Uno de sus alumnos fue el escultor belga Frédéric Stockman, cuyo nombre se utilizó de forma genérica para referirse a los maniquíes utilizados en los talleres de costura. Ese mismo año, patentó la cinta métrica impermeabilizada. Antes de eso, los sastres tradicionalmente utilizaban tiras de papel marcadas con tijeras para cada medida del cliente, pero eran frágiles y podían manchar la ropa.
También publicó su método de corte en fascículos, tanto en francés como en inglés.
Dado que el arte del sastre consiste en adaptarse a diversas morfologías, Alexis Lavigne comenzó a considerar la idea de crear bustos moldeados directamente sobre sus clientes. Consideraba que era una forma de evitar largas sesiones de prueba y de trabajar a distancia para una clientela extranjera. Fue así como el 5 de noviembre de 1854, Alexis Lavigne patentó la fabricación de bustos maniquí moldeados en yeso, cinco años después de haber presentado un prototipo destacado en la Exposición de la Industria de 1849.
Además, fue editor en jefe del periódico «Fashion theorie» y pronto dirigió cinco revistas de moda: «L'Art dans le costume», «Le journal des couturières», «Les nouveautés parisiennes», «La mode élégante» y «Les femmes et la mode».
También fue el sastre oficial de la emperatriz Eugenia de Montijo, un título muy prestigioso en ese momento. Este traje ecuestre para mujeres constaba de tres piezas, incluyendo pantalones, que solo los sastres de hombres tenían derecho a confeccionar. El uso de pantalones para mujeres estaba prohibido, excepto para montar a caballo, era una norma de etiqueta de la época.
Estandarizó la producción de bustos maniquí y los ofreció en varias tallas, basándose en años de estudio de las diferentes conformaciones del cuerpo humano. Sin embargo, en pleno éxito, su fábrica en Levallois-Perret fue bombardeada durante la guerra. Como titular de su proceso, presentó una nueva patente que permitía a los sastres y costureras fabricar sus propios bustos maniquí para su clientela.
En la Exposición Universal de 1873, recibió una mención honorífica y una medalla de bronce por sus invenciones.
Falleció en 1886 en Neuilly-sur-Seine. Después de su fallecimiento, la escuela fue dirigida sucesivamente por Alice Guerre, luego por Berthe Lecomte, y sus dos hijos Elisabeth Lecomte y Jean Lecomte, antes de convertirse en ESMOD en la década de 1960.

## Vida personal
Alexis Lavigne tuvo una hija en 1856 con Marie Geiger, llamada Alix Geiger, quien más tarde cambió su nombre a Alice Geiger. Se casó y adoptó el apellido Guerre.
En 1881, tuvo una nieta llamada Berthe Guerre, quien más tarde se casó con Charles Lecomte y tuvo dos hijos, Elisabeth y Jean.

## Obra bibliográfica
Lavigne es autor del libro «Méthode du tailleur ou traité complet de coupe» (en español: «Método del sastre o tratado completo de corte»), cuya primera edición fue lanzada en París, Francia, en 1841 y reimpresa hasta 1847 en su cuarta edición. Esta obra forma parte de una política de conservación del patrimonio de obras de la literatura francesa creada con la Biblioteca Nacional de Francia.